# Spoonman
Spoonman è un brano musicale del gruppo grunge statunitense Soundgarden, incluso nel quarto album della band, Superunknown, uscito nel 1994 su etichetta A&M; pubblicato come primo singolo estratto dal disco, e successivamente inserito nella raccolta A-Sides e nella compilation Telephantasm del 2010.
Una versione remixata del brano ad opera di Steve Fisk, venne inserita come lato B dei singoli Black Hole Sun e My Wave.
La canzone è stata premiata per la Miglior interpretazione metal ai Grammy Awards 1995.

## Descrizione
Spoonman venne originariamente scritta per la colonna sonora del film Singles - L'amore è un gioco del 1992. All'epoca, i Soundgarden, insieme ai Pearl Jam, erano al lavoro sulla colonna sonora. Il bassista dei Pearl Jam Jeff Ament aveva avuto l'idea di creare una band fittizia che avrebbe dovuto apparire nel film. Prima di scegliere "Citizen Dick" come nome finale, Ament aveva compilato una lista di nomi possibili che includeva anche "Spoonman". Tale nome era ispirato a Artis the Spoonman, un artista di strada di Santa Cruz, California, e successivamente di Seattle, che si esibiva con un set di cucchiai come strumenti. Chris Cornell riutilizzò il titolo per comporre una canzone.
Oltre ad aver inserito nella colonna sonora del film una versione acustica della canzone, i Soundgarden iniziarono a lavorare ad una versione elettrica di Spoonman. L'ispiratore della canzone, Artis the Spoonman, svolse un ruolo fondamentale nella traccia stessa. La versione finale comprende l'apporto musicale di Artis mentre suona i suoi cucchiai nel bridge della canzone.

## Video musicale
Il videoclip di Spoonman venne diretto da Jeffrey Plansker (con lo pseudonimo John Smithey). Il video vede inoltre la partecipazione di Artis nel ruolo di protagonista assoluto. I membri della band vengono mostrati solo in vecchie fotografie in bianco e nero. Il video venne distribuito nel febbraio 1994.

## Tracce
Tutti i brani sono opera di Chris Cornell, eccetto dove indicato diversamente.
CD (Europa) & vinile 12" (Europa)
1. Spoonman – 4:06
2. Fresh Tendrils (Matt Cameron, Cornell) – 4:16
3. Cold Bitch – 5:01
4. Exit Stonehenge (Cameron, Cornell, Ben Shepherd, Kim Thayil) – 1:19

Cassette (UK) & vinile 7" (UK)
1. Spoonman – 4:06
2. Fresh Tendrils (Cameron, Cornell) – 4:16

CD promozionale (US)
1. Spoonman (edit) – 3:50
2. Spoonman – 4:06

CD (Germania)
1. Spoonman (edit) – 3:51
2. Cold Bitch – 5:11
3. Exit Stonehenge (Cameron, Cornell, Shepherd, Thayil) – 1:19

Vinile promozionale 12" (UK)
1. Spoonman – 4:06

CD (Australia & Canada)
1. Spoonman – 4:06
2. Cold Bitch – 5:01

## Classifiche
| Classifica (1994)             | Posizione massima |
| ----------------------------- | ----------------- |
| Australia                     | 23                |
| Canada                        | 12                |
| Finlandia                     | 8                 |
| Irlanda                       | 23                |
| Nuova Zelanda                 | 10                |
| Paesi Bassi                   | 37                |
| Regno Unito                   | 20                |
| Stati Uniti (alternative)     | 9                 |
| Stati Uniti (mainstream rock) | 3                 |
| Svezia                        | 37                |